# Новобогданівська сільська територіальна громада
Новобогданівська сільська об'єднана територіальна громада — територіальна громада в Україні, у Мелітопольському районі Запорізької області. Адміністративний центр — село Новобогданівка.
Площа громади — 198,43 км², населення — 5106 мешканців (2020).
Утворена 13 липня 2017 року шляхом об'єднання Новобогданівської сільської ради Мелітопольського району та Старобогданівської сільської ради Михайлівського району.

## Населені пункти
До складу громади входять одне селище (Відродження) і п'ять сіл: Новобогданівка, Першостепанівка, Привільне, Старобогданівка та Троїцьке.